# Филармония
Филармо́ния (от др.-греч. φῐλέω — любить и ἁρμονία — гармония, музыка) — в некоторых странах: музыкальное общество или учреждение, занимающееся организацией концертов, содействием развитию и популяризацией музыкального искусства.
Филармонии содействуют продвижению и художественному росту юных музыкантов, осуществляют обмен артистическими силами с концертными организациями других стран. В составе филармонии постоянные штатные исполнители-солисты, большие музыкальные коллективы и камерные ансамбли.
Филармонические общества появились в XIX веке в городах Европы и Америки (Санкт-Петербург, Берлин, Лондон, Москва, Нью-Йорк и другие), и они пропагандировали главным образом симфоническую музыку. В XX веке в странах соцлагеря филармонии стали государственными организациями — к 1976 году в СССР насчитывалось 136 филармоний.